# کارل برگر (بازیکن فوتبال)
کارل برگر (انگلیسی: Karl Berger؛ زادهٔ ۱۳ ژوئن ۱۹۵۱) بازیکن فوتبال اهل آلمان است.
از باشگاه‌هایی که در آن بازی کرده‌است می‌توان به باشگاه فوتبال کارلسروهه، باشگاه فوتبال اشتوتگارت، باشگاه فوتبال خنک، و باشگاه فوتبال اس‌سی فورتونا کلن اشاره کرد.